# Александров, Дмитрий Степанович
Дми́трий Степа́нович Алекса́ндров (21 февраля 1918 — 15 марта 2012) — советский и партийный деятель, активный участник партизанского движения в Карелии, заслуженный деятель культуры РСФСР, заслуженный работник народного хозяйства Карельской АССР.

## Биография
Родился 21 февраля 1918 в селе Ругозеро (Повенецкий уезд, Олонецкая губерния) в семье колхозника. Окончил среднюю школу.
В 1937 г. работал инструктором-бухгалтером Ругозерского районного земельного отдела, счетоводом колхоза имени Еремеева в Ругозере.
В 1939 г. в рядах РККА. Участник советско-финляндской войны (писарь 1 роты 3 стрелкового полка 2 дивизиона Народной армии Финляндии, с 1940 г. — переводчик штаба 43-й дивизии).
С 1940 г. заведующий пунктом Госсортфонда в Ругозере.
С 1940 г. — председатель исполнительного комитета Ругозерского сельского Совета депутатов трудящихся.
С 1941 по 1944 г. участвует в Великой Отечественной войне, воевал в истребительном батальоне, в партизанском отряде «Вперёд» на Карельском фронте, избран комиссаром отряда.
Награждён орденами Красной Звезды (за участие в боевой операции на дороге Конецостров-Емельяновка 29 июня 1942 г.), Отечественной войны второй степени, медалями и почётными грамотами.
В послевоенное время окончил высшую партийную школу в Москве, работал секретарем Ругозерского, Сегежского, Кестеньгского райкомов КПСС, парткома треста Маткожпромстрой.
С 1962 г. — заведующий Архивным отделом при Совете Министров Карельской АССР, с 1981 по 1985 гг. — начальник архивного управления при Совете Министров Карельской АССР.
Автор многих публикаций по истории Карелии, книг «Воспоминания о Ругозере, друзьях и боях» (2005), «Иван Хейкконен. Биография» (2007), "Мы — победили! Рассказы о войне и героях Карелии" (2012).
Награждён медалью Российского фонда мира «За миротворческую и благотворительную деятельность».
Лауреат года Республики Карелия 2007 г.
Депутат районного совета района Калевалы, Верховного Совета Карельской АССР (1957-1960).
Умер в Петрозаводске.

## Память
- Почётный гражданин Ругозера.
- В 2013 г. в Ругозере установлена памятная плита на мемориале партизанскому отряду «Вперед» в честь Д. С. Александрова[5]